# Steve Ferrigno
Stefano Ferrigno (12 de mayo de 1900-5 de noviembre de 1930) fue un mafioso neoyorquino de origen siciliano que lideró una importante pandilla italiana en los años 1920. Fue asesinado junto con Alfred Mineo durante la llamada Guerra de los Castellammarenses.

## Primeros años
Ferrigno nació en Sicilia pero su familia pronto emigró a los Estados Unidos. Durante los años 1910, un adolescente Ferrigno se unió al bajo mundo italiano en Nueva York. Ferrigno trabajó para ascender en las pandillas napolitanas de la camorra basada en Coney Island y Brooklyn lideradas por Pellegrino "Don Grino" Morano y su principal teniente, Alessandro Vollero, quien lideraba la pandilla de Navy Street. No se conoce la razón por la que Ferrigno, un siciliano, estaba afiliado a un grupo criminal de origen napolitano, lo que era extremadamente inusual. Una posible explicación es que Ferrigno creció en el mismo vecindario de Brooklyn que los napolitanos. Steve Ferrigno era hermano del soldado de la familia criminal Colombo Bartolo (Barioco Bartulucia) Ferrigno, quien era bastante activo en el crimen organizado de los años 1940 y 1950. Se desempeñó bajo el mando de Joseph Magliocco y fue luego implicado en tráfico de drogas y otros crímenes según el testigo del gobierno Joseph Valachi.

## Ascenso como jefe criminal
En los años 1920, Ferrigno era un líder de mando medio de la familia criminal D'Aquila de Salvatore "Totò" D'Aquila, el autoproclamado "Jefe de jefes" de la mafia neoyorquina. Ferrigno estuvo profundamente envuelto en el contrabando de licores, la actividad criminal más lucrativa durante la era de la prohibición, así como en las apuestas ilegales, extorsión y prostitución. La extorsión con sindicatos se convirtió en una actividad rentable para todos los grupos italianos en Nueva York. La familia D'Aquila tuvo acceso a la orilla de Brooklyn y permitió que Ferrigno y sus asociados se ocuparan del robo de cargamentos, extorsión a los estibadores y ejercer el control sobre los sindicatos portuarios.

## Subida al poder
En 1928, D'Aquila fue asesinado por órdenes del jefe rival de Manhattan Giuseppe "Joe the Boss" Masseria. Ferrigno y Mineo habían sido socios de negocio y aliados de Masseria. Es posible que hubieran conspirado con él para eliminar a D'Aquila para que ellos puedan convertirse en nuevos líderes. En cualquier circunstancia, Masseria necesitaba colocar gente leal en los negocios de D'Aquila y apoyó a Mineo y a Ferrigno. A fines de 1928, Mineo se convirtió en el jefe y Ferrigno en el subjefe de la antigua pandilla de D'Aquila. Los dos hombres controlaban aproximadamente 400 a 500 soldados mafiosos y sus principales intereses lucrativos estaban en Brooklyn y Manhattan. Luego del contrabando de licores, las apuestas ilegales en carreras de caballos y las loterías eran las principales fuentes de ingreso de la pandilla. En 1931, esta pandilla fue incorporada a la familia criminal Mangano que luego sería conocida como la familia criminal Gambino.

## Guerra de los Castellammarenses
Mientras Ferrigno administraba sus actividades criminales, un grupo de mafiosos sicilianos de Castellammare del Golfo liderados por Salvatore Maranzano empezó a retar la autoridad del benefactor de Ferrigno, Joe Masseria. Una vez que el conflicto conocido como la Guerra de los Castellammarenses empezó oficialmente a inicios de 1930, hubo muertes en el bajo mundo italiano a través de todos los Estados Unidos.

## Muerte
El 4 de noviembre de 1930, una reunión de partidarios de Masseria se celebró en el departamento de Ferrigno en el Bronx en el 759 Pelham Parkway South. Se cree que asistieron varios de los principales miembros de la familia, incluyendo a Mineo, Charlie "Lucky" Luciano, Vito Genovese, Masseria, y el mismo Ferrigno.
Los miembros de la facción de Maranzano incluyendo a Joe Profaci, Nick Capuzzi, Joe Valachi y un sicario conocido sólo como Buster from Chicago estaban observando la reunión desde un departamento que Valachi había alquilado cruzando el patio. Según Valachi, la noche del 5 de noviembre de 1930, Steve Ferrigno y Al Mineo dejaron el departamento y caminaron a través del patio y los hombres de Maranzano les dispararon. 
Muchos historiadores del crimen organizado e incluso un jefe mafioso, Joseph Bonanno, contradicen la versión de Valachi de que un jefe como Joe Profaci estuviera implicado directamente en el asesinato de un subjefe rival. Masseria sería asesinado en un restaurante en Coney Island a inicios de 1931 y Maranzano mismo fue asesinado en septiembre, con lo que finalizó la guerra de los Castellammarenses. El principal ganador (y organizador de ambos golpes) serís Charlie "Lucky" Luciano, quien se estableció en el tope de la mafia neoyorquina.
Ferrigno esta enterrado en el Calvary Cemetery en Woodside, Queens.